# Laval (Mayenne)
Laval és un municipi francès, situat al departament de Mayenne i a la regió del País del Loira. L'any 2003 tenia 57.947 habitants.

## Col·legis i universitats
- École supérieure d'informatique, électronique, automatique

## Fills il·lustres
- E. Le Bourdais Du Rocher (1830-[...?]), músic.